# 나가스정 (오이타현)
나가스정 (나가스마치)(長洲町)은 오이타현 우사군에 있던 정이다. 현재의 우사시에 해당한다.